# 机械效率
机械效率（英語：Mechanical efficiency）是机械输出功（有用功）和输入功（总功）的比值，常用希腊字母η表示。用公式表示为{\displaystyle \eta ={\frac {W_{h}}{W_{a}}}\times 100\%}。由于大多数机械是在接收输入功的同时就输出功，而且输入输出的快慢也互相适应，所以机械效率又可定义为输出功率{\displaystyle N_{0}}与输入功率{\displaystyle N_{I}}的比值，即{\displaystyle \eta ={\frac {N_{0}}{N_{I}}}\times 100\%}。

## 滑轮

滑轮

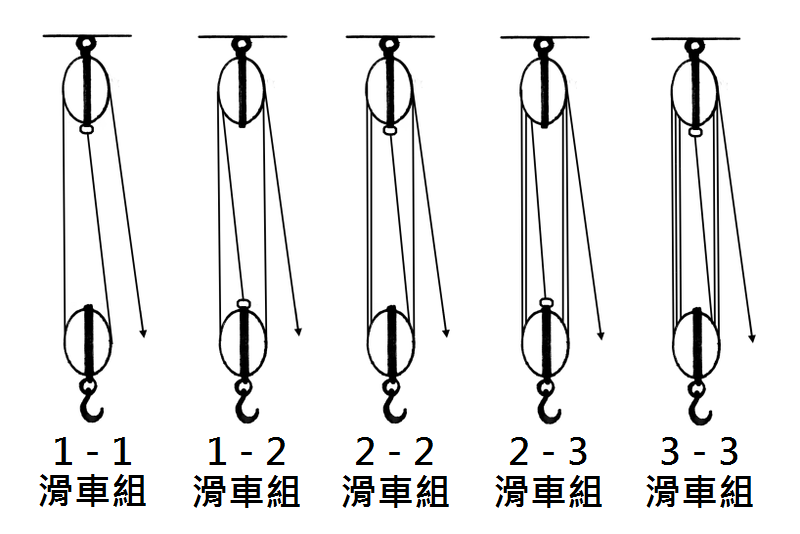
滑轮组

滑輪（pulley）是可以繞著中心軸旋轉的圓輪。在圓輪的圓周面具有凹槽，將繩索纏繞於凹槽，用力牽拉繩索兩端的任一端，則繩索與圓輪之間的摩擦力會促使圓輪繞著中心軸旋轉。根据特点滑轮可分为动滑轮、定滑轮以及滑轮组。
滑轮的机械效率为有用功与总功之比，即：
{\displaystyle {\begin{aligned}\eta &={\frac {W_{h}}{W_{a}}}\\&={\frac {G\cdot h}{F\cdot s}}\\&={\frac {G\cdot h}{F\cdot nh}}\\&={\frac {G}{nF}}\\\end{aligned}}}
其中{\displaystyle W_{h}}为有用功，{\displaystyle W_{a}}为总功，{\displaystyle G}为物重，{\displaystyle F}为对绳索施加的拉力，{\displaystyle h}为物体上升的高度，{\displaystyle s}为拉动绳索的距离，{\displaystyle n}为两滑轮之间绳索的股数。
不计绳重和摩擦，计动滑轮重时，可推算机械效率为{\displaystyle \eta ={\frac {G}{G+G'}}}，其中{\displaystyle G}为物重，{\displaystyle G'}为动滑轮重。

### 影响因素
根据公式{\displaystyle \eta ={\frac {G}{nF}}}或{\displaystyle \eta ={\frac {G}{G+G'}}}可知：当物体重力一定时，动滑轮越重，机械效率越低；当动滑轮重一定时，物体重力越大，机械效率越高。

#### 其它
- 滑轮与轴以及与绳之间的摩擦

## 斜面

斜面

斜面（inclined plane）是一種傾斜的平板，能夠將物體比較不費力地從低處提升至高處，但提升這物體的路徑長度也會增加。斜面是古希臘人提出的六種簡單機械之中的一種。假若斜面的斜度越小，則斜面與水平面之間的夾角越小，需施加於物體的作用力會越小，但移動距離也越長；反之亦然。假設移動負載不會造成能量的儲存或耗散，則斜面的機械利益是其長度與提升高度的比率。用公式表达为{\displaystyle \eta ={\frac {W_{h}}{W_{a}}}={\frac {G\cdot h}{F\cdot l}}}。

## 常见效率
| 喷气系统 | 起重机  | 内燃机（汽油发动机) | 柴油发动机 | 涡轮水泵 | 滑轮组  | 电动机  | 火箭    |
| -------- | ------- | ------------------- | ---------- | -------- | ------- | ------- | ------- |
| 16%-24%  | 40%-50% | 22%-27%             | 28%-30%    | 60%-80%  | 50%-70% | 80%-95% | 49%-52% |

美国电气制造商协会（NEMA）要求，1到4匹的小型電動機效率最小達到78.8%，125匹或以上的大型電動機最小達到92.4%。